# Dispar (geslacht)
Dispar is een monotypisch geslacht van vlinders uit de familie van de dikkopjes (Hesperiidae). 

## Soorten
- Dispar compacta (Butler, 1882)